# Gunungleutik
Gunungleutik is een bestuurslaag in het regentschap Bandung van de provincie West-Java, Indonesië. Gunungleutik telt 11.329 inwoners (volkstelling 2010).